# Alfa Romeo Alfa 6 Bertone Delfino
La Delfino è una concept car prodotta dall'Alfa Romeo nel 1983.
Fu presentata al Salone dell'automobile di Ginevra nel 1983. Progettata da Bertone, era basata sull'Alfa Romeo Alfa 6.
Il modello possedeva un motore V6 da 2.492 cm³ di cilindrata, che erogava 158 CV di potenza a 5600 giri al minuto. La carrozzeria era coupé.